# Fuerza Aeronaval N.º 2
La Fuerza Aeronaval N.º 2 (FAE2) es una fuerza operativa de la Aviación Naval de la Armada Argentina con asiento en la Base Aeronaval Comandante Espora y dependencia del Comando de la Aviación Naval.

## Historia
Fue creada en 1936 como Fuerza de Defensa de la Base Naval Puerto Belgrano. En 1942 adoptó el nombre Fuerzas Aéreas de Puerto Belgrano.

### Guerra de las Malvinas
El 2 de abril de 1982 Argentina tomó las islas Malvinas, Georgias del Sur y Sandwich del Sur.
La Fuerza Aeronaval N.º 2 constituyó el Grupo Aeronaval Embarcado y Grupos de Tareas 80.2 y 80.3.

## Organización
Fuerza Aeronaval N.º 2
- Comando de la Fuerza Aeronaval N.º 2 (FAE2). Asiento: Base Aeronaval Comandante Espora (Bahía Blanca, BA).
  - Escuadra Aeronaval N.º 2 (EAN2). Asiento: Base Aeronaval Comandante Espora (Bahía Blanca, BA).
    - Escuadrilla Aeronaval Antisubmarina (EA2S). Asiento: Base Aeronaval Comandante Espora (Bahía Blanca, BA).
    - 2.ª Escuadrilla Aeronaval de Helicópteros (EAH2). Asiento: Base Aeronaval Comandante Espora (Bahía Blanca, BA).

  - Escuadra Aeronaval N.º 3 (EAN3). Asiento: Base Aeronaval Comandante Espora (Bahía Blanca, BA).
    - 2.ª Escuadrilla Aeronaval de Caza y Ataque (EA32). Asiento: Base Aeronaval Comandante Espora (Bahía Blanca, BA).
    - 1.ª Escuadrilla Aeronaval de Helicópteros (EAH1). Asiento: Base Aeronaval Comandante Espora (Bahía Blanca, BA).

  - Centro de Adiestramiento de la Fuerza Aeronaval N.º 2 (CIFA). Asiento: Base Aeronaval Comandante Espora (Bahía Blanca, BA).
  - Base Aeronaval Comandante Espora (BACE). Asiento: Bahía Blanca (BA).